# Giunzione cellulare
Le giunzioni cellulari sono strutture formate da proteine di membrana che consentono specifiche interazioni tra cellule adiacenti o tra cellule e matrice extracellulare, laddove questa esista, vale a dire negli animali. 
Esse sono tipiche soprattutto dei tessuti di rivestimento, come l'epidermide o l'endotelio intestinale. Le giunzioni possono infatti:
- rendere più efficace la comunicazione tra le cellule
- contribuire a incrementare l'adesione cellulare e quindi la resistenza meccanica del tessuto
- sigillare o ridurre gli spazi interstiziali tra le cellule, cosicché il tessuto impedisca la diffusione di sostanze o organismi estranei.

Tutte le giunzioni possiedono strutture che sono in grado di annullare la repulsione che ci verrebbe a generare dall'avvicinamento tra due cellule, essendo il loro glicocalice dotato di carica netta negativa.
Esistono due classi di contatti adesivi tra le cellule:
1) Una prima classe composta da strutture non organizzate distribuite sulla superficie cellulare; fanno parte di questa classe sistemi di adesione calcio dipendenti e calcio-indipendenti.
- Le calcio-indipendenti fanno uso sia di proteine transmembrana che esterne ad essa o addirittura estrinseche, ne esistono di tipi diversi in tessuti diversi e inoltre possono essere in grado di legare anche le integrine.
- Le calcio-dipendenti, invece, fanno uso di tre tipologie di proteine: "caderine, integrine, selectine". Le caderine, riscontrabili anche in giunzioni di tipo specializzato, sono una classe di proteine transmembrana altamente glicosilate, formano legami intercellulari forti intrecciandosi con le protrusioni di caderine provenienti da altre cellule, mentre a livello della loro membrana plasmatica, dalla quale traggono origine, si ancorano al citoscheletro cellulare, in particolare a filamenti di actina e a filamenti intermedi, per mezzo di una proteina: la catenina. Le selectine sono presenti nelle cellule dotate di movimento e negli endoteli vascolari poiché esse sono in grado di creare legami in grado di scorrere l'uno rispetto all'altro, spesso sono coadiuvate dalle integrine; per esempio, i leucociti che legano per l'appunto gli endoteli vascolari. Le integrine infine mediano i legami soprattutto del tipo cellula-matrice; di queste ultime, oltre che di calcio-dipendenti, ne esistono di magnesio-dipendenti.

2) La seconda classe, invece, è composta da complessi di adesione specializzati, in cui è possibile riconoscere strutture organizzate a livello funzionale. Nei vertebrati si distinguono in tre tipi:
- Giunzioni occludenti (in inglese tight junctions)
- Giunzioni comunicanti (in inglese gap junctions)
- Giunzioni ancoranti (in inglese anchoring junctions; si dividono in giunzioni aderenti, desmosomi e emidesmosomi)

Giunzioni cellulari principali

Negli inverterbrati, esistono molti altri tipi di giunzioni cellulari.
A seconda, invece, dell'estensione sulla membrana si distinguono tra:
- A fascia o zonulae: una zonula è una giunzione perimetrale che coinvolge una banda che circonda la cellula e consente l'adesione completa di tutta la superficie in cui è presente
- Circoscritte o maculae: le maculae sono dei dispositivi funzionali di forma rotonda o ovale che occupano una porzione circoscritta della superficie del plasmalemma.

## Giunzioni occludenti

Schema di una giunzione occludente.

Le giunzioni occludenti (giunzioni strette o tight; o Zonulae occludentes) impediscono il passaggio dei fluidi tra le cellule andando a formare attorno al perimetro cellulare una cintura continua detta zonula. Sono particolarmente presenti negli epiteli di rivestimento (es.pelle) e negli epiteli intestinali per far sì che non filtrino sostanze tra i vari ambienti.
Nelle giunzioni occludenti gli spazi interstiziali sono annullati in corrispondenza dei punti nodali: punti in cui i lembi di membrana che si affrontano sono saldamente coesi. La totalità delle membrane adiacenti è percorsa da ripetute serie di tali punti, sicché i lembi di membrana appaiono anastomizzati tra loro. Due sono le principali proteine integrali di membrana coinvolte: claudina e occludina, che sporgono sulla faccia esterna delle membrane e sono tra loro unite da legami non covalenti. Queste due proteine formano una cintura intorno alla cellula che nemmeno le proteine di membrana possono attraversare, dividendola quindi in due o più domini.
Al microscopio elettronico quindi la zonula occludens appare come una struttura a tre binari elettrondensi: i due più esterni sono rappresentati dagli strati fosfolipidici più interni delle due cellule coinvolte nella giunzione, quello più interno è dato dalla fusione dei due strati fosfolipidici esterni delle due cellule. 
Di conseguenza la membrana cellulare nel suo insieme, a livello della giunzione occludente, assume un aspetto pentalaminare in quanto le tre bande elettrondense sono intercalate a bande elettrontrasparenti.
Le giunzioni occludenti svolgono una funzione sigillante, uniscono le due cellule adiacenti senza lasciare interstizi, in modo che le molecole idrosolubili non filtrino facilmente tra una cellula e l'altra. Sono localizzate generalmente all'apice di cellule polarizzate come quelle dell'epitelio intestinale e impediscono alle molecole presenti, ad esempio, nel lume dell'intestino di valicare la lamina cellulare; se una molecola deve passare dal lume intestinale all'interno dell'organismo o passare da cellula a cellula deve sottostare necessariamente all'azione di vaglio dei dispositivi della cellula.

## Giunzioni comunicanti

Schema di una giunzione comunicante.

Le giunzioni comunicanti (gap junction; quelle che si trovano nel sistema nervoso vengono chiamate anche sinapsi elettriche) possiedono canali proteici detti connessoni, che si aprono in risposta a determinati segnali chimici quali modificazioni del pH o della concentrazione degli ioni calcio, consentendo il passaggio di ioni o molecole di basso peso molecolare (fino a 1 kDa) tra due cellule. Le connessoni sono presenti su entrambe le facce delle membrane cellulari formando un'unica struttura con poro centrale; essi sono composti da un anello di sei monomeri di proteine integrali transmembrana, per faccia cellulare, dette connessine, di 7-7,5 nm di lunghezza, che si aprono e chiudono con un meccanismo simile a quello del diaframma di una macchina fotografica, in senso levogiro (antiorario). Il lume del connessone, in condizioni normali, ha un diametro di 2 nm. Lo spazio intercellulare in presenza delle giunzioni gap si riduce a circa 1-2 nm, in esso le due porzioni del connessone aderiscono tra loro formando un canale che permette anche l'accoppiamento elettrico tra due cellule. In una giunzione comunicante il numero di connessoni varia da poche decine a qualche centinaio, con disposizione regolare.

## Giunzioni aderenti

Schema di una giunzione aderente.

Le giunzioni aderenti (ancoranti, di ancoraggio), interessando sia punti di ancoraggio intercellulari che tra cellula e matrice extracellulare, forniscono un supporto strutturale ai tessuti, come ad esempio i muscoli e le cellule dell'epidermide, andando a costituire nel tessuto un dispositivo tramite cui le forze applicate si scompongono secondo tante direttrici. Tale tipo di giunzione sfrutta i filamenti actinici, differenziandosi in due tipi: le fasce di adesione (fascia adhaerens) e le zone di adesione (zonula adhaerens); le fasce d'adesione sono collegamenti che si stabiliscono tra una cellula e l'altra adiacente, grazie alle Caderine, proteine strutturali che sporgono nello spazio interstiziale delle cellule e si uniscono intersecandosi fra loro, mentre dal lato delle membrane cellulari sono legati ai filamenti actinici del citoscheletro tramite proteine transmembrana che fungono da ponte, quali le vincoline, le catenine e le alfa-actinine. Esse formano una zona di adesione continua immediatamente sotto le tight junctions. 
La Fascia adherens è simile alla zonula adherens ma meno estesa. Infine esiste un particolare tipo di giunzione aderente chiamato Adesione focale, giunzioni che collegano la cellula alla matrice extracellulare, tramite integrine anziché caderine, collegate ai filamenti di actina tramite altre proteine transmembrana (come l'alfa-actinina, la talina, la vincolina e la filaminadi); di solito le placche di adesione focale hanno vita breve e vengono continuamente distrutte e ricreate.
Nelle giunzioni aderenti i due lembi di membrana che si affrontano corrono parallelamente tra loro e lo spazio interstiziale ha uno spessore di 15-25 nm.

## Desmosomi

Schema di una cellula con desmosoma.

I desmosomi, o maculae adhaerentes, sono le giunzioni cellulari più conosciute perché al microscopio elettronico hanno una configurazione caratteristica. I desmosomi permettono di lasciare alcuni spazi vuoti tra le cellule per far si che determinate sostanze possano transitare da una cellula all'altra. Immediatamente sotto la membrana plasmatica appare una zona marcatamente elettrondensa: essa è costituita da un addensamento di materiale proteico citoplasmatico che viene definito placca di adesione (formata dalle desmoplachine e dalle placoglobuline) cui convergono i filamenti intermedi del citoscheletro (principalmente filamenti di vimentina o cheratina negli epiteli, questi ultimi detti anche tonofilamenti), che si legano lateralmente alla placca di adesione per poi ricurvare con un andamento che può essere paragonato a quello di un arco a tutto sesto. Nello spazio interstiziale, dello spessore di 20 nm, compare una linea mediana elettrondensa determinata da proteine calcio-dipendenti (Caderine) quali desmocollina e desmogleina che si legano alla placca di adesione e alle loro omologhe in modo analogo rispetto a quanto descritto sopra per le giunzioni aderenti. 
Come le giunzioni aderenti, i desmosomi assolvono prevalentemente a funzioni meccaniche: grazie al decorso dei filamenti intermedi, le forze conseguenti a insulti meccanici vengono ben scaricate nel tessuto.

## Emidesmosomi
Gli emidesmosomi, che visti al microscopio elettronico appaiono morfologicamente simili a mezzo desmosoma, sono in realtà molecolarmente, e funzionalmente, alquanto diversi da essi.
Negli emidesmosomi, come nei desmosomi, le desmoplachine si legano principalmente ai filamenti intermedi, ma le proteine di membrana coinvolte non sono caderine, bensì integrine che, mediante altre molecole-adattatore, si legano con le fibre della lamina basale ancorandone e incollandone il tessuto epiteliale alla lamina basale.